# Angara (família de foguetes)

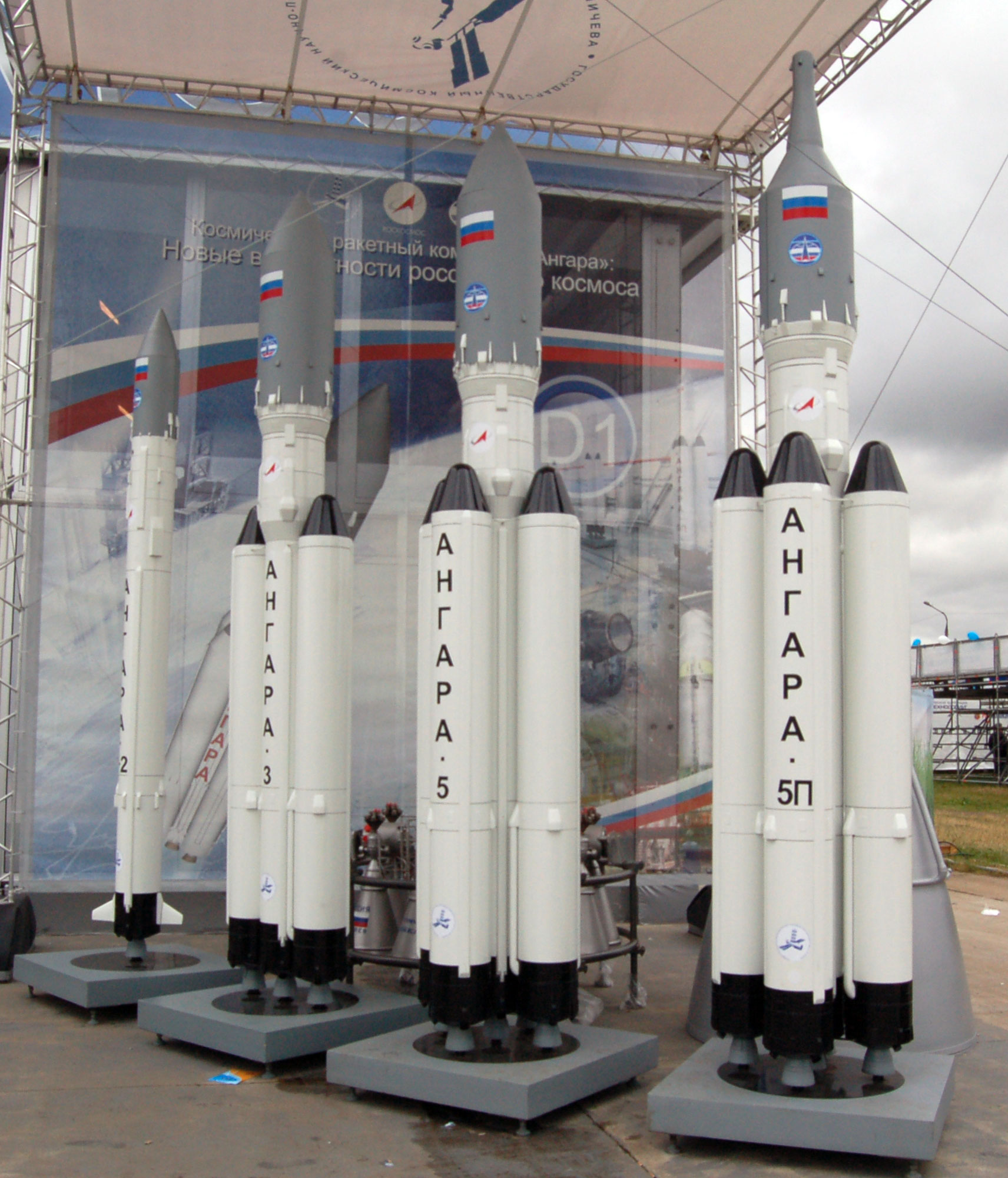
Foguetes Angara no MAKS 2009 airshow, próximo a Moscou.

A família de foguetes Angara é um conjunto de veículos de lançamento descartáveis atualmente sendo desenvolvidos pelo programa espacial russo.